# The Great Kat
The Great Kat, nome artístico de Katherine Thomas (Swindon, 6 de Junho de 1966) é uma guitarrista inglesa, conhecida por suas interpretações em rock de peças bem conhecidas da música clássica. É conhecida também por dar declarações polêmicas, como uma entrevista que deu ao site metallian.com, onde ela afirmava ser a reencarnação de Beethoven. Por sua auto-promoção, técnica apurada, e estilo musical, ela é comparada a Yngwie Malmsteen.
Somente ela e Niccolo Paganini são considerados virtuoses tanto na guitarra quanto no violino.
Seu figurino é composto por roupas de couro, chamas, labaredas e sangue falso, sendo por isso considerada uma dominatrix.
| “ | "Eu vou explicar-lhes a teoria exata por trás da "imagem provocante" da "Great Kat": Estou tomando obras-primas clássicas altamente complexas de Beethoven, Bach, Paganini, Mozart, Vivaldi (música que está fora do alcance intelectual de idiotas) e trazendo essas obras a eles, usando roupas provocantes, couro, vinil, chicotes e correntes, a fim de distrair estes idiotas das complexidades musicais destes compositores geniais, visando diretamente a seus pênis - que é onde seus cérebros estão localizados!" | ” |

A revista Guitar One Magazine a incluiu na lista "Top 10 Fastest Shredders of All Time", sendo a única mulher da lista.

## Biografia
Katherine começou a tocar violino com 6 anos. Apesar de ser inglesa, Katherine cresceu nos Estados Unidos, onde formou-se e graduou-se, com honras, em música erudita na renomada Juilliard School, em Nova York. Após formar-se, ela começou a tocar como solista de violino clássico no Carnegie Recital Hall, após ganhar o concurso "Artists International Competition".
Violinista virtuose, ganhou popularidade quando começou a transportar para a guitarra (que aprendeu a tocar transcrevendo as técnicas e solos de violino) clássicos da música erudita (como Bach, Paganini, Beethoven, Rossini, Wagner), transformando as músicas em speed metal. Assim, ela criou o que o chamado "cyberspeed", que é a mistura da música erudita com o speed metal.
Em 2006 ela participou pela primeira vez de uma trilha sonora de um filme hollywoodiano. A versão para guitarra que ela fez para Hungarian Rhapsody #2, de Liszt, integrou a trilha da comédia Coming Atractions, de Jason Bunch.
Em 2013, o site r7 fez uma lista com "as piores capas de discos de heavy metal", e o álbum Beethoven on Speed é um deles.

### Discografia

#### Álbuns de Estúdio
- 1986 - Satan Says (Demo)
- 1987 - Worship Me or Die!
- 1990 - Beethoven on Speed
- 1996 - Digital Beethoven on Cyberspeed (EP)
- 1997 - Guitar Goddess (EP)
- 1998 - Bloody Vivaldi (EP)
- 2000 - Rossini's Rape (EP)
- 2002 - Wagner's War (EP)
- 2005 - Extreme Guitar Shred (DVD)
- 2008 - Total Insanity (álbum compilatório)
- 2009 - Beethoven's Guitar Shred (DVD)

#### Singles
- 2014 - "Goddess Shreds Live In Chicago”[9]

## Aparições na TV
- 2013 - Comercial de TV do jogo “Call of Duty: Ghosts”, com a canção Vivaldi's "The Four Seasons".[10]

### Prêmios, Indicações e Honrarias
Fonte:top40-charts.com/
- "Top 10 Fastest Shredders Of All Time" - Guitar One Magazine[4]
- "20 Of The Fastest Guitarists In The World Today" - MusicRadar.com
- "50 Fastest Guitarists Of All Time" - Guitar World Magazine
- "The 100 Wildest Guitar Heroes" - Classic Rock Magazine
- Vencedora da enquete "Who Plays The Fastest" - Guitar Player Magazine’s Reader Poll
- "10 Phenomenal Female Guitarists That Deserve Your Attention" - WhatCulture!
- Posição #1 na lista "The 12 Best Guitarists Of The World" - Guitarra Atalho
- "Fastest Guitar Players In The World" - Graphs.net
- "The 13 Most Powerful 'O' Faces Of Rock" - BuzzFeed
- "The 25 Best Rock Guitarists In The World" - Maximum Rock Magazine
- "Top 8 Female Electric Guitarists Of All Time" - NME
- "The Best Rock Female Guitarists"  - Kurier
- "Top-10 Fastest Guitarists Of All Time" - Guitar World Magazine's Readers' Poll
- "12 Greatest Female Electric Guitarists" - Elle Magazine[12]
- "8 Of The World's Fastest Shredders" - Gibson Lifestyle
- "20 Extraordinary Female Guitarists" - Guitar Player Magazine's "Guts & Glitter"
- Condecorada com a estrela "Guitar Hero Galaxy" da revista "Spin Magazine"
- Prêmio "Cultural award Palma Julia de Burgos" da "Association for Puerto Rican - Hispanic Culture, Inc."